# Joseph Profaci

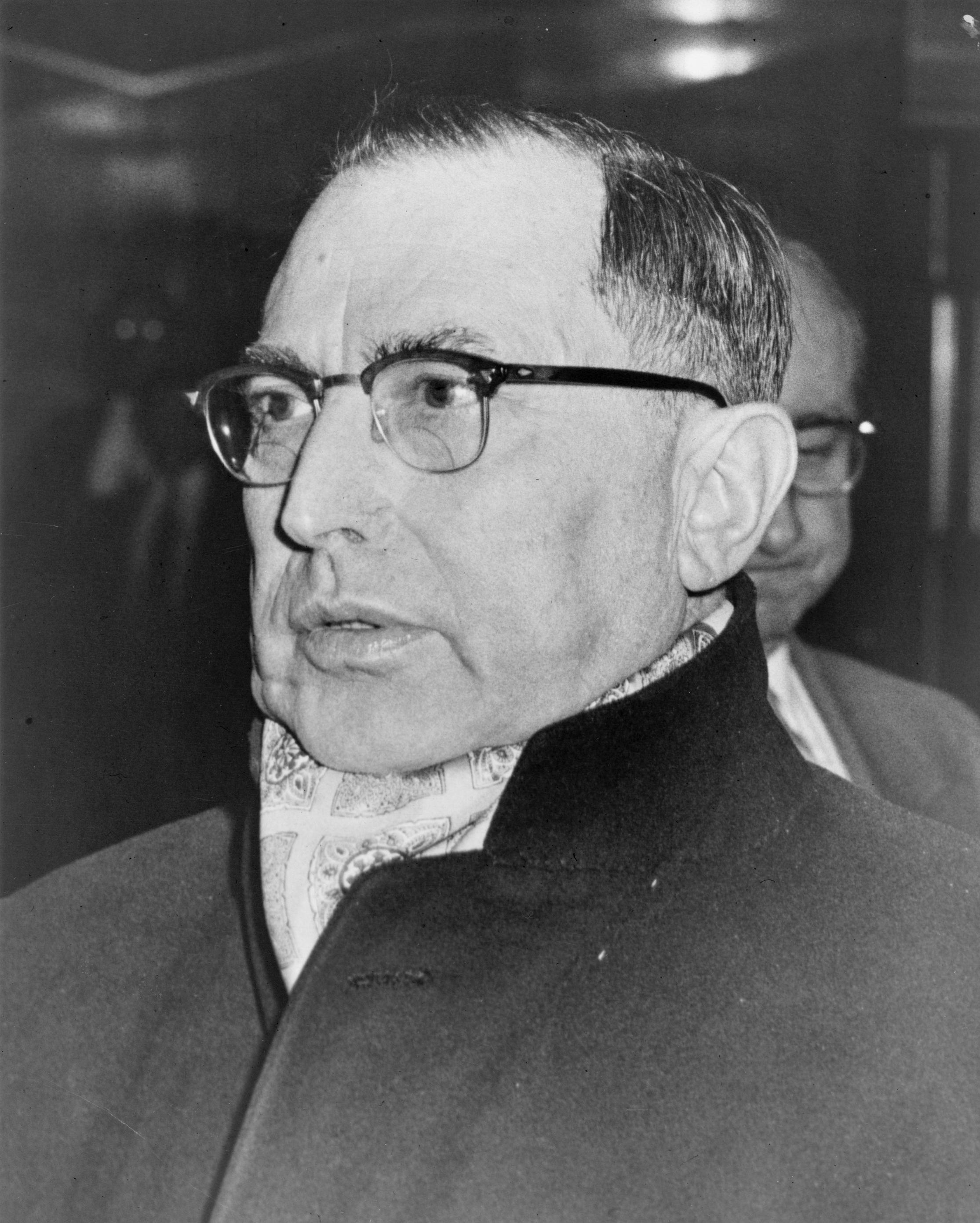
Joseph Profaci

Giuseppe „Joe“ Profaci alias Joseph „Don Peppino“ Profaci (* 2. Oktober 1897 in Villabate auf Sizilien; † 7. Juni 1962 in New York City) war ein italo-amerikanischer Mobster. Er gilt als das erste Oberhaupt des heute als „Colombo-Familie“ klassifizierten Clans der La Cosa Nostra in New York City, den er über 30 Jahre lang anführte.

## Leben
Berichten zufolge kam Profaci vermutlich zusammen mit Vincent Mangano, einem weiteren Oberhaupt einer New Yorker Mafiagruppierung, welche sich später zur Gambino-Familie entwickelte, 1922 in den Vereinigten Staaten an.

„Neben der Masseria-Gruppe agierte in Manhattan und Brooklyn in enger Anlehnung an Masseria die Al Mineo Gang. Die Bronx kontrollierte Gaetano Reina (…). Staten Island war das Arbeitsgebiet von Joseph Profaci. Die fünfte Gruppe stellte eine Besonderheit dar, da sie ihre Mitglieder ausschließlich aus Immigranten aus Castellammare del Golfo rekrutierte. Der nominelle Boss dieser Formation war Cola Schiro, das Sagen hatte jedoch Salvatore Maranzano. Die Castellammarese hatten sich ebenfalls für Manhattan und Brooklyn als Operationsgebiet entschieden. …“

Die Besonderheit seines Führungsstils war die Existenz einer Schwarzen Kasse, in die jedes Mitglied 25 US-Dollar pro Monat einzahlen musste und aus der dann entsprechende Unterstützungszahlungen an die Familienangehörigen inhaftierter Gangster geleistet wurden. Wer diesen Mitgliedsbeitrag verweigerte, wurde in der Regel umgebracht.
Diese Notkasse stellte auch ein zusätzliches Einkommen für Profaci da, der im luxuriösen Wohlstand lebte und ein Anwesen von 133 Hektar mit eigenen Privatflugplatz bewohnte.
Wie bei den meisten anderen Mafiafamilien waren die illegalen Aktivitäten durch legale Geschäfte getarnt; Profaci galt z. B. als der „Don Peppino“ (it. für Olivenkönig), da er den Import von Olivenöl – insbesondere natürlich aus Italien – dominierte, was ihn zu einem typischen „Mustache Pete“ machte.
Profaci gab sich als devoter Katholik und Wohltäter der Kirche. Als zwei Diebe in einer Kirche seines Bereichs tätig wurden, ließ Profaci diese zu Tode foltern.
Etwa um 1960 begann in der „Profaci-Familie“ ein Streit, da vor allem die drei Gallo-Brüder, angeführt von „Crazy Joe“ Gallo, Profacis Führungsanspruch in Frage stellten. Insbesondere gab es Streit um die Aufteilung der Gewinne aus den illegalen Aktivitäten des Clans. Diese Auseinandersetzungen überdauerten auch den Tod von Giuseppe Profaci und endeten erst unter seinem Nachfolger Joseph Magliocco.

## Tod
Profaci starb am 7. Juni 1962 im South Side Hospital in Bay Shore New York an Leberkrebs. Er wurde auf dem Saint John Cemetery im Middle Village von Queens bestattet.
Joseph Magliocco war zunächst Kopf der Familie, bis ihn die Mafia Commission Ende 1963 dazu zwang, zurückzutreten. Joseph Colombo wurde als Boss eingesetzt. Ab diesem Zeitpunkt spricht man von der Colombo-Familie.
Joseph Profaci hatte einen Sohn (Salvatore Profaci), dieser engagierte sich für die 'Familie' vor allem in New Jersey.

## In der Kunst
- Joseph Profaci findet Erwähnung in der Serie Die Sopranos (Staffel 2, Folge 12).
- 1991: Die wahren Bosse – Ein teuflisches Imperium (Mobsters) / Joe Profaci wird gespielt von Joe Viterelli